# 2668 Tataria
2668 Tataria è un asteroide della fascia principale. Scoperto nel 1976, presenta un'orbita caratterizzata da un semiasse maggiore pari a 2,3171041 UA e da un'eccentricità di 0,0783002, inclinata di 3,15191° rispetto all'eclittica.